# Karate (dal)
A Beach Boys Stomp (vagy más néven Karate) volt Carl Wilson első szerzeménye, ami az 1991-es kiadású Lost & Found (1961–62) című Beach Boys válogatás albumon jelent meg.

## Zenészek
- Carl Wilson – szólógitár
- Brian Wilson – basszusgitár
- Al Jardine – ritmusgitár
- Dennis Wilson – dobok